# سیارک ۹۸۱۷
سیارک ۹۸۱۷ (به انگلیسی: 9817 Thersander، نامگذاری:6540P-L) نه هزار و هشتصد و هفدهمین سیارک کشف شده‌است که در ۲۴ سپتامبر ۱۹۶۰، کشف شد.
قدر مطلق سیارک برابر ۱۱٫۱۰ است.